# Producérisme
Le producérisme est une idéologie politique populiste et nationaliste selon laquelle les producteurs sont freinés par des éléments parasites au sommet et à la base de la structure sociale.